# Kurt Luedtke
Kurt Luedtke (Grand Rapids, Míchigan, 28 de septiembre de 1939 - Royal Oak, Míchigan, 9 de agosto de 2020) fue un guionista y editor ejecutivo estadounidense del Detroit Free Press. Escribió Out of Africa (1985), por la que ganó el Oscar al mejor guion adaptado. También escribió Ausencia de malicia (1981), por la que fue nominado al Oscar al Mejor Guion Original, así como Random Hearts (1999). Las tres películas fueron dirigidas por Sydney Pollack .

## Primeros años
Luedtke nació en Grand Rapids, Míchigan el 28 de septiembre de 1939. Su padre, Herman, trabajaba como corredor de madera. Obtuvo una licenciatura de la Universidad de Brown y luego se unió al programa de derecho de verano de vía rápida en la Facultad de Derecho de la Universidad de Míchigan. Sin embargo, cambió de carrera después de viajar al sur de los Estados Unidos para observar el desarrollo del movimiento por los derechos civiles y escribió varios artículos sobre el tema como trabajador independiente. Luego estudió en la Escuela de Periodismo Medill de la Universidad Northwestern.

## Carrera
Luedtke se convirtió en reportero, primero en Grand Rapids, Míchigan, y luego en el Miami Herald. Se cambió al Detroit Free Press en 1965. Recibió el premio Pulitzer como miembro del equipo que cubrió los disturbios raciales de 1967 en Detroit. Comenzó como reportero de asignaciones generales, luego ascendió a editor ejecutivo a los treinta y tres años.
Luedtke dejó Free Press y el periodismo por completo en 1978. Se mudó a Hollywood para incursionar en el negocio del cine, donde su única entrada fue como guionista. Su intención era escribir un libro, pero su idea sobre un libro de reportajes llamó la atención de Orion Pictures, que lo optó antes de que fuera escrito por $ 20 000 y se lo presentó al director George Roy Hill, a quien le gustó pero no estuvo disponible para ayudar en el guion.  Luedtke se ofreció a escribir el guion de forma gratuita siempre que pudiera recuperar su idea si Orion no continuaba con la película. Finalmente, Sydney Pollack estuvo disponible para dirigir la película, que se rodó como Ausencia de malicia, comenzando la relación de trabajo entre los dos hombres. Luedtke recibió una nominación al Premio de la Academia al Mejor Guion Original, un logro poco común para un guionista principiante. Volvió a colaborar con Pollack en Out of Africa (1985).  La película ganó siete premios Oscar (de 11 nominaciones), incluido el premio Luedtke al Mejor Guion Adaptado. Su asociación final con Pollack llegó en Random Hearts, lanzado en 1999.

## Vida personal
Estuvo casado con Eleanor durante cincuenta y cinco años hasta su muerte. Los dos se conocieron mientras trabajaban en el Miami Herald. Se recuperó del cáncer en dos ocasiones.
Luedtke murió el 9 de agosto de 2020 en Beaumont Hospital en Royal Oak, Míchigan. Tenía ochenta años y sufrió una larga enfermedad antes de su fallecimiento.

## Premios y nominaciones
Premios Óscar
| Año  | Categoría            | Película            | Resultado |
| ---- | -------------------- | ------------------- | --------- |
| 1982 | Mejor guion original | Ausencia de malicia | Nominado  |
| 1986 | Mejor guion adaptado | Memorias de África  | Ganador   |